# Хендерсон, Кертис
Кертис Хендерсон (англ. Curtis Henderson; 28 сентября 1926 — 25 июня 2009) — американский адвокат, один из первопроходцев в области практической крионики.

## Биография
Хендерсон окончил Военный Колледж Пенсильвании и юридический факультет Темпльского университета, сдал экзамен Нью-Йоркской коллегии адвокатов. В течение десяти лет он работал в качестве адвоката (аджастера) в автомобильной страховой компании Hardware Mutuals, и позднее в компании Хартфорд.
У Хендерсона три сына от двух жен. Одного из своих сыновей он назвал Робом в честь Роберта Эттингера. Обе его жены развелись с ним во многом из-за его деятельности в области крионики. Интенсивная враждебность второй жены Хендерсона к крионике вдохновила Майка Дарвина на изучение множества случаев, когда «враждебно настроенные супруги или девушки, ограничивали или прекращали участие своих партнеров в работах по крионике».
Хендерсон умер 25 июня 2009 года и находится в криоконсервации в Институте Крионики.

## Организаторская деятельность
Первая, связанная с крионикой, организация в Нью-Йорке была филиалом Вашингтонского общества продления жизни (англ. Life Extension Society, LES) Эвана Купера (англ. Evan Cooper). Джеймс Саттон (англ. James Sutton), координатор Нью-Йоркского LES, и другие вошли в конфликт с LES, когда Купер отказался давать имена и адреса жителей Нью-Йорка, которые с ним контактировали. Решив создать новую организацию, Саттон организовал встречу в августе 1965 года, в которой приняли участие Кертис Хендерсон, Сол Кент и дизайнер по имени Карл Вернер (англ. Karl Werner). На встрече Карл Вернер придумал слово «крионика», и новая организация получила название Нью-Йоркское Общество Крионики (англ. Cryonics Society of New York, CSNY). Вскоре Хендерсон стал его президентом.
Кертис Хендерсон и Сол Кент провели октябрь 1966 путешествуя по Соединенным Штатам, помогая объединению зарождающегося движения крионики. 2 октября они приняли участие во встрече в Ок-Парке (Мичиган), которая привела к учреждению Мичиганского Общества Крионики (англ. Cryonics Society of Michigan), с Робертом Эттингером в качестве президента. 14 октября они приняли участие во встрече в Вудленд-Хиллз (Калифорния), где была достигнута договоренность об учреждении Калифорнийского Общества Крионики (англ. Cryonics Society of California, CSC), с Робертом Нельсоном (англ. Robert Nelson) в качестве президента. В январе следующего года, CSC подвергло криоконсервации первого человека, доктора Джеймса Бедфорда.
2 марта 1968 CSNY провело свою первую ежегодную конференцию по крионике (англ. Annual Cryonics Conference) в Нью-Йоркской академии наук, в которой приняли участие более ста человек. В июле 1968 года CSNY подвергло криоконсервации своего первого пациента, Стивена Манделла (англ. Steven Mandell).
В 1969 году была учреждена корпорация Cryo-Span для работы над техническими и бизнес-аспектами криоконсервации, в отличие от образовательной и административной деятельности CSNY. Кертис Хендерсон, Саул Кент и Пол Сегалл (англ. Paul Segall) являлись директорами Cryo-Span, но на практике ответственность за поддержание пациентов в жидком азоте лежала на Кертисе Хендерсоне. В 1974 году, департамент общественного здравоохранения штата Нью-Йорк, проинформировал Кертиса Хендерсона, что крионика находится вне закона, и что продолжение практики криоконсервации будет штрафоваться в размере 1000 долларов в сутки. Тела трех пациентов, находившихся на хранении в CSNY, были возвращены их родственникам.
Хендерсон был необычным первопроходцем в том, что был безжалостно честен, говоря об ограничениях крионики. Он предостерегал своих современников такими афоризмами, как «нет такого понятия, как оптимистичная крионика» (англ. There is no such thing as feelgood cryonics), что означало, что оптимизм и вера в будущее никогда не должны отвлекать сторонников крионики от трудных решений, проблем и недостатков современных процедур. Опираясь на тяжелый личный опыт он выступал за «неприятие финансирования третьей стороной», ссылаясь на практику (в настоящее время устаревшую) принятия пациентов, финансируемых третьей стороной, например супругой, ребенком, или братом или сестрой умершего, которые могли обещать оплачивать процедуру в рассрочку, но почти всегда после относительно короткого периода переставали делать это, оставляя оказывающую им эту услугу организацию один на один с проблемой поддержания пациента.
Кертис Хендерсон продолжил деятельность в области крионики в качестве члена Alcor Life Extension Foundation, CryoCare Foundation и в самое последнее время — Института Крионики вплоть до своей смерти 25 июня 2009 года.